# جامعة روكفلر
جامعة روكفلر (بالإنجليزية: Rockefeller University)‏ هي جامعة أمريكية خاصة تهتم في المقام الأول بالأبحاث العلمية في المجالات الطبية والحيوية، والتعليم الطبي بها يتم على مستويي الدراسات العليا ودراسات ما بعد الدكتوراه. يقع مقر الجامعة بين الشارع رقم 63 والشارع رقم 68 على طريق نيويورك، في الجهة الشرقية العليا من مانهاتن بمدينة نيويورك ويرأسها حاليا السير بول نيرس. وقد ارتبط اسم الجامعة بالعديد من الإنجازات والاكتشافات العلمية الهامة وعمل بها 23 من الفائزين بجائزة نوبل.

## التاريخ
أنشئت الجامعة سنة 1901 تحت اسم «معهد روكفلر للأبحاث الطبية» (بالإنجليزية: Rockefeller Institute for Medical Research)‏ على يد رجل الأعمال وبارون النفط الأمريكي جون دافيسون روكفلر، الذي أنشأ قبلها أيضاً جامعة شيكاغو، وكان أول مدير للمعهد سنة 1901 هو سايمون فلكسنر. وقد احتفظت عائلة روكفلر بروابط وثيقة مع الجامعة طوال تاريخها، فمثلاً الرئيس الشرفي الحالي للجامعة وعضو مجلس أمنائها مدى الحياة هو ديفيد روكفلر ـ حفيد مؤسس الجامعة ـ وقد تغير اسم المؤسسة من «معهد روكفلر للأبحاث الطبية» إلى اسمها الحالي ـ جامعة روكفلر ـ سنة 1965، بعد أن توسعت في مهامها لتشمل التعليم الطبي إلى جانب البحث.

## من أعلام الجامعة الحاصلين على جوائز

### جائزة نوبل
- 1912 ـ ألكسي كاريل (فرنسي) (جائزة نوبل في الطب)
- 1930 ـ كارل لاندشتاينر (نمساوي) (جائزة نوبل في الطب)
- 1944 ـ هربرت سبنسر غاسر (جائزة نوبل في الطب)
- 1946 ـ وندل ستانلي (جائزة نوبل في الكيمياء)
- 1946 ـ جون نورثروب (جائزة نوبل في الكيمياء)
- 1953 ـ فريتس ليبمان (جائزة نوبل في الطب)
- 1958 ـ إدوارد تاتوم (جائزة نوبل في الطب)
- 1958 ـ جوشوا ليدربرغ (جائزة نوبل في الطب)
- 1966 ـ بيتون روس (جائزة نوبل في الطب)
- 1967 ـ هالدان هارتلاين (جائزة نوبل في الطب)
- 1972 ـ جيرالد إيدلمان (جائزة نوبل في الطب)
- 1972 ـ ويليام ستاين (جائزة نوبل في الكيمياء)
- 1972 ـ ستانفورد مور (جائزة نوبل في الكيمياء)
- 1974 ـ ألبير كلود (بلجيكي) (جائزة نوبل في الطب)
- 1974 ـ كريستيان دو دوف (بلجيكي) (جائزة نوبل في الطب)
- 1974 ـ جورج بالاد (جائزة نوبل في الطب)
- 1975 ـ ديفيد بلتيمور (جائزة نوبل في الطب)
- 1981 ـ تورستن فيزل (سويدي) (جائزة نوبل في الطب)
- 1984 ـ روبرت ميريفيلد (جائزة نوبل في الكيمياء)
- 1999 ـ غونتر بلوبل (جائزة نوبل في الطب)
- 2000 ـ بول غرينغارد (جائزة نوبل في الطب)
- 2001 ـ بول نرس (جائزة نوبل في الطب)
- 2003 ـ رودريك ماكينون (جائزة نوبل في الكيمياء)
- 2011 ـ رالف م. ستينمان (جائزة نوبل في الفيزيولوجيا أو الطب)